# Katumbi Football Academy
 (septembre 2019).
Maillots
Le Katumbi Football est l'équipe de football réserve du TP Mazembe, créée en 2010. L'équipe évolue au Stade TP Mazembe, une enceinte de 15 276 située à Lubumbashi, qui est également le stade du  TP Mazembe.

## Palmarès
- Coupe de RD Congo
  - Finaliste : 2015

## Personnalités notables

### Anciens joueurs
- Glody Likonza
- Christ Kisangala
- Mechack tshimanga
- patient Mwamba
- Arsène zola